# Copa Newton
La Copa Newton è stato un torneo calcistico disputato tra il 1906 e il 1976 tra le nazionali di Argentina e Uruguay.

## Storia
A distanza di un anno dalla creazione, nel 1905, della Copa Lipton da parte del magnate del tè sir Thomas Lipton, un nuovo trofeo fu messo in palio tra le nazionali di Argentina e Uruguay. L'idea fu di Nicanor Newton, dirigente dell'AFA, animato dal desiderio di creare un altro torneo a scopi benefici (come già lo era la Copa Lipton), nello specifico per aiutare i bambini poveri dei due Paesi.
Anche nel caso della Copa Newton sarebbero valse le stesse regole previste l'anno prima per la Copa Lipton. Il trofeo sarebbe stato conteso tra le nazionali di Argentina e Uruguay, in un match riservato ai calciatori nati nei due Paesi e disputato di anno in anno alternativamente tra le due capitali Buenos Aires e Montevideo. In caso di parità allo scadere dei 90 minuti regolamentari, la vittoria sarebbe andata alla squadra ospite.

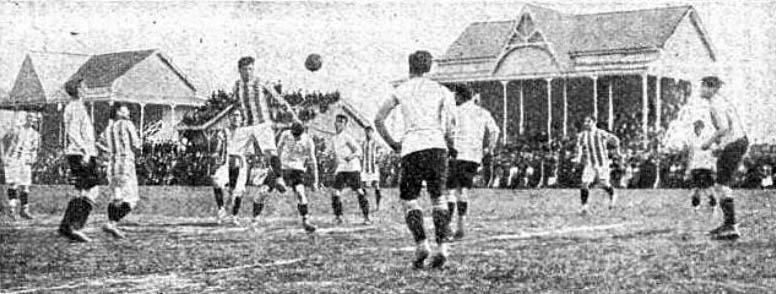
L'edizione del 1912 disputata ad Avellaneda

Il 21 ottobre 1906 andò in scena a Buenos Aires la prima edizione della Copa Newton: la vittoria andò gli argentini padroni di casa, che superarono l'Uruguay per 2-1. Solo nel 1912 l'Uruguay, dopo 5 vittorie consecutive argentine, riuscì a conquistare per la prima volta il trofeo.
Unitamente alla Copa Lipton, la Copa Newton acquistò subito un notevole prestigio nei due Paesi. Fino al 1920 si disputò ininterrottamente, eccettuati il 1910 e il 1914. Negli anni venti il torneo iniziò, però, ad entrare in crisi: l'affermazione del Campeonato Sudamericano de Football mise sempre più in ombra la Copa Newton, che non fu disputata nel 1921, nel 1923, nel 1925 e nel 1926.
Negli anni trenta la Copa Newton si tenne due sole volte: dopo l'edizione del 1930, disputata come "anticamera" dei mondiali di quell'anno, le due federazioni, le cui relazioni si erano notevolmente raffreddate dopo la finale della Coppa del Mondo, trovarono l'accordo per una nuova sfida solo nel 1937.
Nei decenni successivi la Copa Newton si è tenuta solo sporadicamente e dal 1942 al 1976 si è disputata solo sette volte. L'ultima edizione si tenne il 9 giugno del 1976 al Centenario di Montevideo: l'Argentina fece suo il torneo, grazie alla vittoria per 3-0 sull'Uruguay. A differenza della Copa Lipton, rigiocata nel 1992, la Copa Newton non è stata più disputata.

## Albo d'oro
Delle 27 edizioni disputate l'Argentina ne ha vinte 17 e l'Uruguay 10.
| Anno | Città ospitante |            | Vincitore | Punteggio | Seconda |
| ---- | --------------- | ---------- | --------- | --------- | ------- |
| 1906 | Buenos Aires    | Argentina  | 2-1       | Uruguay   |         |
| 1907 | Montevideo      | Argentina  | 2-1       | Uruguay   |         |
| 1908 | Buenos Aires    | Argentina  | 2-1       | Uruguay   |         |
| 1909 | Montevideo      | Argentina* | 2-2       | Uruguay   |         |
| 1911 | Montevideo      | Argentina  | 3-2       | Uruguay   |         |
| 1912 | Avellaneda      | Uruguay*   | 3-3       | Argentina |         |
| 1913 | Montevideo      | Uruguay    | 1-0       | Argentina |         |
| 1915 | Montevideo      | Uruguay    | 2-0       | Argentina |         |
| 1916 | Avellaneda      | Argentina  | 3-1       | Uruguay   |         |
| 1917 | Montevideo      | Uruguay    | 1-0       | Argentina |         |
| 1918 | Buenos Aires    | Argentina  | 2-0       | Uruguay   |         |
| 1919 | Montevideo      | Uruguay    | 2-1       | Argentina |         |
| 1920 | Buenos Aires    | Uruguay    | 3-1       | Argentina |         |
| 1922 | Buenos Aires    | Uruguay*   | 2-2       | Argentina |         |
| 1924 | Buenos Aires    | Argentina  | 4-0       | Uruguay   |         |
| 1927 | Montevideo      | Argentina  | 1-0       | Uruguay   |         |
| 1928 | Avellaneda      | Argentina  | 1-0       | Uruguay   |         |
| 1929 | Montevideo      | Uruguay    | 2-1       | Argentina |         |
| 1930 | Buenos Aires    | Uruguay*   | 1-1       | Argentina |         |
| 1937 | Montevideo      | Argentina  | 3-0       | Uruguay   |         |
| 1942 | Buenos Aires    | Argentina  | 4-1       | Uruguay   |         |
| 1945 | Buenos Aires    | Argentina  | 6-2       | Uruguay   |         |
| 1957 | Montevideo      | Argentina* | 0-0       | Uruguay   |         |
| 1968 | Montevideo      | Uruguay    | 2-1       | Argentina |         |
| 1973 | Montevideo      | Argentina* | 1-1       | Uruguay   |         |
| 1975 | Montevideo      | Argentina  | 3-2       | Uruguay   |         |
| 1976 | Montevideo      | Argentina  | 3-0       | Uruguay   |         |